# پرزبان گردن‌سیاه
پرزبان گردن‌سیاه(نام علمی: Pteroglossus aracari) نام یک گونه از سرده پرزبان است.